# 克羅皮夫希納
50°42′54″N 24°13′51″E / 50.71500°N 24.23083°E
克羅皮夫希納（烏克蘭語：Кропивщина），是烏克蘭的村落，位於該國西部沃倫州，由沃洛德米爾區負責管轄，始建於1577年，面積3.2平方公里，海拔高度225米，2001年人口293，人口密度每平方公里91.56人。